# パソ犬モニ太
『パソ犬モニ太』（ぱそけんもにた）は、唐沢なをき作の4コマ漫画。

## 概要
2001年から2005年にかけて、読売新聞夕刊のIT欄に掲載された。犬なのにパソコンに詳しい「モニ太」を中心に、飼い主家族や周辺の人々、犬達の日常や騒動を描く。内容に関して新聞社側からほとんど注文は無かったので、唐沢なをきらしさが存分に発揮された。アイコラ、メイド萌え、巫女萌えなど読売新聞紙上らしからぬ言葉が多く使われた。

## 登場犬物、人物
電野モニ太（でんのもにた）
オスの雑種犬。パソコンマニア。ひげが濃く、眼鏡をかけている。連載開始当初は人間と言葉で会話をする事は無かったが、なし崩し的に人間と喋る様になる。
電野希望人（でんのきぼうど）
モニ太の飼い主代表。パソコンを使いたいが機械は大の苦手。しばしばモニ太に助けを求めたり、モニ太と勝負して負けたりする。

## 単行本
連載終了後も長い間単行本化されずにいたが、2008年4月にエンターブレインから単行本が発売された。（ISBN 4757740883）